# SNUPN
SNUPN (англ. Snurportin 1) – білок, який кодується однойменним геном, розташованим у людей на короткому плечі 15-ї хромосоми. Довжина поліпептидного ланцюга білка становить 360 амінокислот, а молекулярна маса — 41 143.
| 10         |  | 20         |  | 30         |  | 40         |  | 50         |
| ---------- |  | ---------- |  | ---------- |  | ---------- |  | ---------- |
| MEELSQALAS |  | SFSVSQDLNS |  | TAAPHPRLSQ |  | YKSKYSSLEQ |  | SERRRRLLEL |
| QKSKRLDYVN |  | HARRLAEDDW |  | TGMESEEENK |  | KDDEEMDIDT |  | VKKLPKHYAN |
| QLMLSEWLID |  | VPSDLGQEWI |  | VVVCPVGKRA |  | LIVASRGSTS |  | AYTKSGYCVN |
| RFSSLLPGGN |  | RRNSTAKDYT |  | ILDCIYNEVN |  | QTYYVLDVMC |  | WRGHPFYDCQ |
| TDFRFYWMHS |  | KLPEEEGLGE |  | KTKLNPFKFV |  | GLKNFPCTPE |  | SLCDVLSMDF |
| PFEVDGLLFY |  | HKQTHYSPGS |  | TPLVGWLRPY |  | MVSDVLGVAV |  | PAGPLTTKPD |
| YAGHQLQQIM |  | EHKKSQKEGM |  | KEKLTHKASE |  | NGHYELEHLS |  | TPKLKGSSHS |
| PDHPGCLMEN |  |            |  |            |  |            |  |            |

A: Аланін

C: Цистеїн

D: Аспарагінова кислота

E: Глутамінова кислота

F: Фенілаланін

G: Гліцин

H: Гістидин

I: Ізолейцин

K: Лізин

L: Лейцин

M: Метіонін

N: Аспарагін

P: Пролін

Q: Глутамін

R: Аргінін

S: Серин

T: Треонін

V: Валін

W: Триптофан

Кодований геном білок за функцією належить до фосфопротеїнів. 
Задіяний у таких біологічних процесах, як транспорт, ацетилювання. 
Білок має сайт для зв'язування з РНК. 
Локалізований у цитоплазмі, ядрі.